# Burgstelle Körschburg
Die Burgstelle Körschburg, auch Kerse oder Kersch genannt, ist eine abgegangene Höhenburg westlich der Gemeinde Deizisau im Landkreis Esslingen in Baden-Württemberg. Sie liegt auf einem Hügelsporn auf rund 260 Meter über Normalnull, rechts der Körsch, kurz vor deren Einmündung in den Neckar. 

## Geschichte
Erbaut wurde die Burg wohl um das Jahr 1200, denn 1213 wurde die Burg Kerse sowie ihr vermutlicher Erbauer Graf Diepold de Chers (= von Kersch) erstmals erwähnt. Graf Diepold entstammte dem schwäbischen Adelsgeschlecht der Grafen von Aichelberg. Die Körschburg kontrollierte einstmals den Zugang zum Körschtal sowie eine Furt, die bereits im Jahr 1269 genannt wurde. Für die Grafen saßen niederadelige Ministeriale auf der Burg.
Allzu lange existierte die Anlage allerdings nicht, denn 1292 wurde sie durch die vereinigten Truppen der Reichsstadt Esslingen und der Grafen von Württemberg wegen Raubrittertum zerstört. Dafür wurde die Burg zehn Tage belagert, und dabei die Burgmauern untergraben und so zum Einsturz gebracht. Anschließend wurde sie noch gründlich geschleift.
Wiederaufgebaut wurde die Körschburg danach nicht mehr, 1319 wurde der Burgstall dann von den Württembergischen Grafen an die Reichsstadt Esslingen verkauft.

## Beschreibung

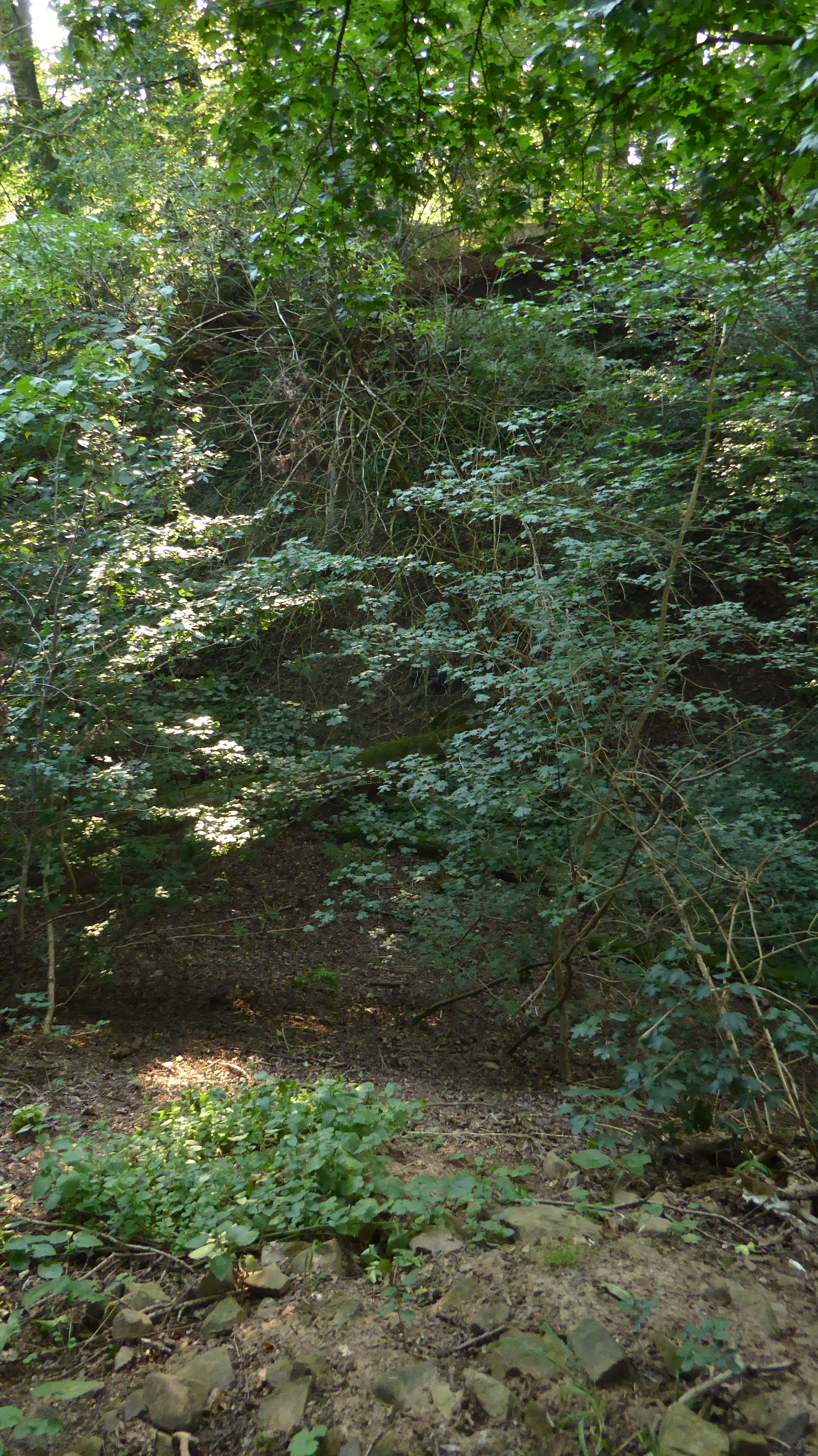
Halsgraben Burgstelle Körschburg

Die Burgstelle liegt in der Waldabteilung Körschburg, auf einem aus dem Filderplateau nach Nordwesten in den Talzwickel des Neckars und der Körsch vorspringenden Spornhügel. Erhalten hat sich nur ein bogenförmig geführter, rund vier Meter tiefer Halsgraben, der den Burgstall an seiner Ostseite von der Hochfläche abtrennte. Hier lag wohl auch der zur Burg gehörige, ebenfalls abgegangene Weiler Körsch. Auf der etwa 50 Meter im Durchmesser großen und steil abfallenden Burgfläche finden sich noch wenige Mauerreste und Hohlziegel, ihre Oberfläche ist stark verwühlt, und weist einige Mulden unbekannter Herkunft auf.